# Чебаклей
Чебакле́й (рос. Чебаклей) — село у складі Вікуловського району Тюменської області, Росія.
Населення — 247 осіб (2010, 254 у 2002).
Національний склад станом на 2002 рік:
- росіяни — 97 %